# Sojuz 25
Sojuz 25 (kod wywoławczy Фотон – Foton) – radziecki załogowy statek kosmiczny, który wykonał pierwszy załogowy lot na stację kosmiczną Salut 6.

## Załoga

### Podstawowa
- Władimir Kowalonok (1)
- Walerij Riumin (1)

### Rezerwowa
- Jurij Romanienko (1)
- Aleksandr Iwanczenkow (1)

## Przebieg misji
Lot przebiegał prawidłowo aż do momentu połączenia, lecz z nieznanego wtedy powodu wszelkie próby trwałego połączenia zawiodły. Oficjalny komunikat głosił:
„Dziś (10 października 1977) o godzinie 07.09 czasu moskiewskiego rozpoczęło się automatyczne połączenie statku Sojuz 25 i stacji Salut 6. Pojazdy rozpoczęły manewr dokowania w odległości 120 metrów. Ze względu na odchylenia od planowanej procedury dokowania, połączenie odwołano. Załoga rozpoczęła przygotowania do powrotu na Ziemię.”
Źródłem problemu, jak stwierdzono później, był wadliwy mechanizm na pokładzie Sojuza, lecz ustaliła to dopiero inspekcja portu dokowania stacji, wykonana przez kosmonautę podczas spaceru kosmicznego wykonanego w ramach misji Sojuz 26.
Trwałe połączenie ze stacją pozwalało na połączenie z instalacją elektryczną pojazdu. Baterie na pokładzie pojazdu typu Sojuz 7K-T pozwalały tylko na wykonanie krótkiej, dwudniowej misji. Załoga została więc zmuszona do szybkiego powrotu na Ziemię.
Porażka tej misji doprowadziła do wprowadzenia zasady, że na pokładzie statku musi znajdować się przynajmniej jeden kosmonauta, który był już w kosmosie. Niepowodzenie załogi Sojuza 25 spowodowało dwumiesięczne opóźnienie programu.